# Máriakéménd
Máriakéménd é uma vila da Hungria, situada no condado de Baranya. Tem 15,78 km² de área e sua população em 2019 foi estimada em 514 habitantes.